# Varga Ottó (matematikus)

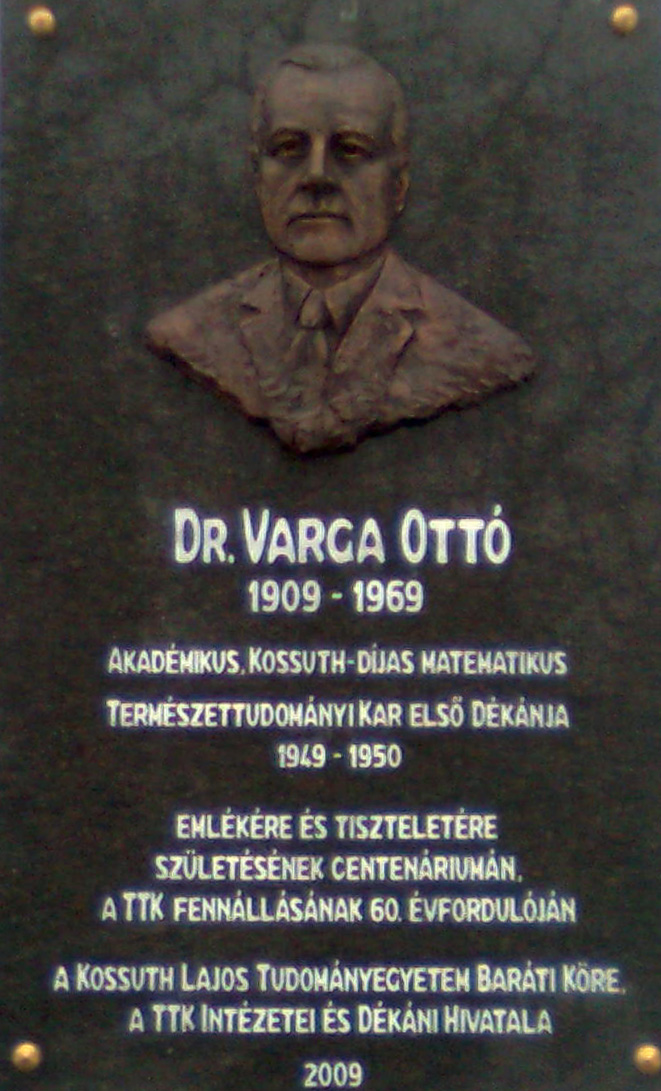
Varga Ottó emléktáblája a Debreceni Egyetem kémiai épületének külső falán. Készítette Dr. Kövér József.

Varga Ottó (Szepetnek, 1909. november 22. – Budapest, 1969. június 14.) Kossuth-díjas matematikus, egyetemi tanár, a Magyar Tudományos Akadémia rendes tagja, a Debreceni Egyetem Természettudományi Karának első dékánja, a modern differenciálgeometriai kutatások magyarországi elindítója.

## Életpályája
A Zala vármegyei Szepetneken született, de ifjú korában családja a felvidéki Poprádra költözött, így középiskoláit már Késmárkon végezte el 1927-ben. Egyetemi tanulmányait a bécsi műegyetemen és a prágai tudományegyetemen végezte, és 1933-ban matematika-ábrázoló geometria szakos diplomát kapott. Ugyanebben az évben a doktorátust is megszerezte, szintén a prágai egyetemen. A következő két évet ösztöndíjasként Hamburgban töltötte. Prága német megszállása után Kolozsvárra ment tanítani a visszaköltözött Ferenc József Tudományegyetemre, ahol magántanárrá habilitálták. 1942-től a debreceni tudományegyetem matematikai intézetében tanár. A háború után Debrecenben telepedett le, ahol 1947-ben nyilvános rendkívüli, majd 1948-ban nyilvános rendes tanár lett. 1950-től a Magyar Tudományos Akadémia levelező, majd 1965-től rendes tagja. 1958–1967 között az Építőipari és Közlekedési Műszaki Egyetem (ÉKME) matematikai tanszékén tanszékvezető tanár. 1967-ben az MTA Matematikai Kutató Intézetébe került, ahol tudományos főmunkatársként a differenciálgeometriai csoportot vezette.
1949-ben Rényi Alfréddal és Szele Tiborral közösen megalapította a Publicationes Mathematicae című nemzetközi folyóiratot. 1944-ben elnyerte a Kőnig Gyula-díjat, 1952-ben pedig Kossuth-díjban részesült.

## Munkássága
Fő kutatási területe a differenciálgeometria. 57 publikációja jelent meg hazai és külföldi folyóiratokban. Nevéhez fűződik a Finsler-geometria Cartan-féle megalapozásának új levezetése és részletes kifejtése. Jelentősek eredményei, melyeket a Blaschke-féle integrálgeometriában ért el. Ezeket alkalmazta a Finsler-geometriára és a geometriai optikára. Számos nemzetközi kongresszuson ismertette differenciálgeometriai kutatásait.